# Andreea Boghian
Andreea Boghian est une rameuse roumaine, né le 29 novembre 1991.

## Palmarès

### Championnats d'Europe
- 2015, à Poznań ( Pologne)
  -  Médaille de bronze en Huit